# Bois de Hal
Le bois de Hal,  (Hallerbos en néerlandais) est une forêt de 552 hectares au sud-est de Hal.
En 1983, le bois a été divisé entre la région flamande et la région wallonne. Plus de cinq cents hectares de cette forêt s'étendent en Brabant flamand, à cela s'ajoute une cinquantaine d'hectares situés en Brabant wallon.

## Particularités
Ce bois est particulièrement connu pour ses vastes étendues de jacinthes sauvages qui fleurissent habituellement vers la fin avril ou début mai, lui valant le surnom de « forêt bleue ».

## Histoire
Le bois de Hal est un vestige de la Silva Carbonaria (forêt Charbonnière) qui a existé jusqu'au haut Moyen Âge. En 1777, il était encore connecté par une bande de forêt à la forêt de Soignes, un autre vestige de la Silva Carbonaria, mais cette bande avait déjà disparu au début du XIXe siècle en raison de la poursuite de la déforestation.
Sa plus ancienne mention écrite date de 686 quand Waudru de Mons légua ce domaine forestier au couvent autour duquel la ville de Mons s'est construite. En 1239 le bois fut placé à parts égales sous la tutelle et la protection de cette abbaye, du comte de Hainaut et du comte de Bruxelles, lequel peu de temps après céda sa part au comte de Hainaut. En conséquence, un tiers des revenus du bois et des amendes allait à l'abbaye, les deux tiers au comte de Hainaut. Au XVe siècle, la part des comtes de Hainaut passa par héritage aux ducs de Bourgogne, puis aux Habsbourg.
Le 14 novembre 1652, le roi d'Espagne (aussi comte de Hainaut) Philippe IV vendit sa part au duc d'Arenberg. Le bois mesurait alors 900 bonniers (1 125 ha selon le document-source, 1 260 ha  selon le calcul de l'auteur de ce paragraphe). Après un certain temps, des problèmes surgirent entre les deux propriétaires, l'abbaye et les ducs d'Arenberg, qui décidèrent finalement d'abandonner la gestion en commun et de se partager le bois. En 1779, 24 bornes furent érigées marquant les limites entre les deux parts du bois et portant les inscriptions au ciseau SW (Sainte-Waudru) ou AR (Arenberg). La superficie du bois de Hal avait alors déjà décru à environ 660 ha car de grandes parts de la forêt avaient été défrichées pour être cultivées.
Pendant la Révolution française les biens de l'Église catholique furent confisqués : en 1797 l'abbaye fut dissoute et sa part du bois devint une propriété de l'État (la République française alors). En 1815 fut proclamé le royaume uni des Pays-Bas, union des Pays-Bas et de l'actuelle Belgique. En 1822 le roi des Pays-Bas Guillaume Ier confia l'exploitation du bois à la Algemene Nederlandse Maatschappij ter begunstiging van de Volksvlijt qui devint plus tard la Société générale de Belgique. En 1831 celle-ci eut l'idée de découper le bois en 20 lots qui furent vendus individuellement et chacun fut acheté par les ducs d'Arenberg qui devinrent ainsi propriétaires de tout le bois.
Durant la Première Guerre mondiale les Allemands coupèrent tous les grands arbres, laissant le bois ravagé. Après celle-ci, tous les biens de la famille d'Arenberg (des sujets allemands) en Belgique furent saisis par l'État belge en tant que garantie pour les futures réparations. En 1929, le bois devint définitivement une propriété de la Belgique en tant qu'indemnité pour les dommages de guerre. Entre 1930 et 1950 un programme de reboisement reconstitua le bois.

## Flore
Selon le rapport de 2006 de l'Instituut voor Natuur- en Bosonderzoek, les plus anciennes observations systématiques[Quand ?] de la flore du bois de Hal sont établies par Jean Van Schepdael (1907-1974), professeur de biologie à l'Athénée royal de Koekelberg, connaissant bien la région de Hal[pertinence contestée][réf. à confirmer].

## Accès
Il est accessible en transport public, depuis l'arrêt Dworp Sportschuur à Tourneppe (Dworp) (bus 153, 155) et en semaine uniquement depuis l'arrêt Halle Vlasmarkt (bus 114).

## Galerie de photographies

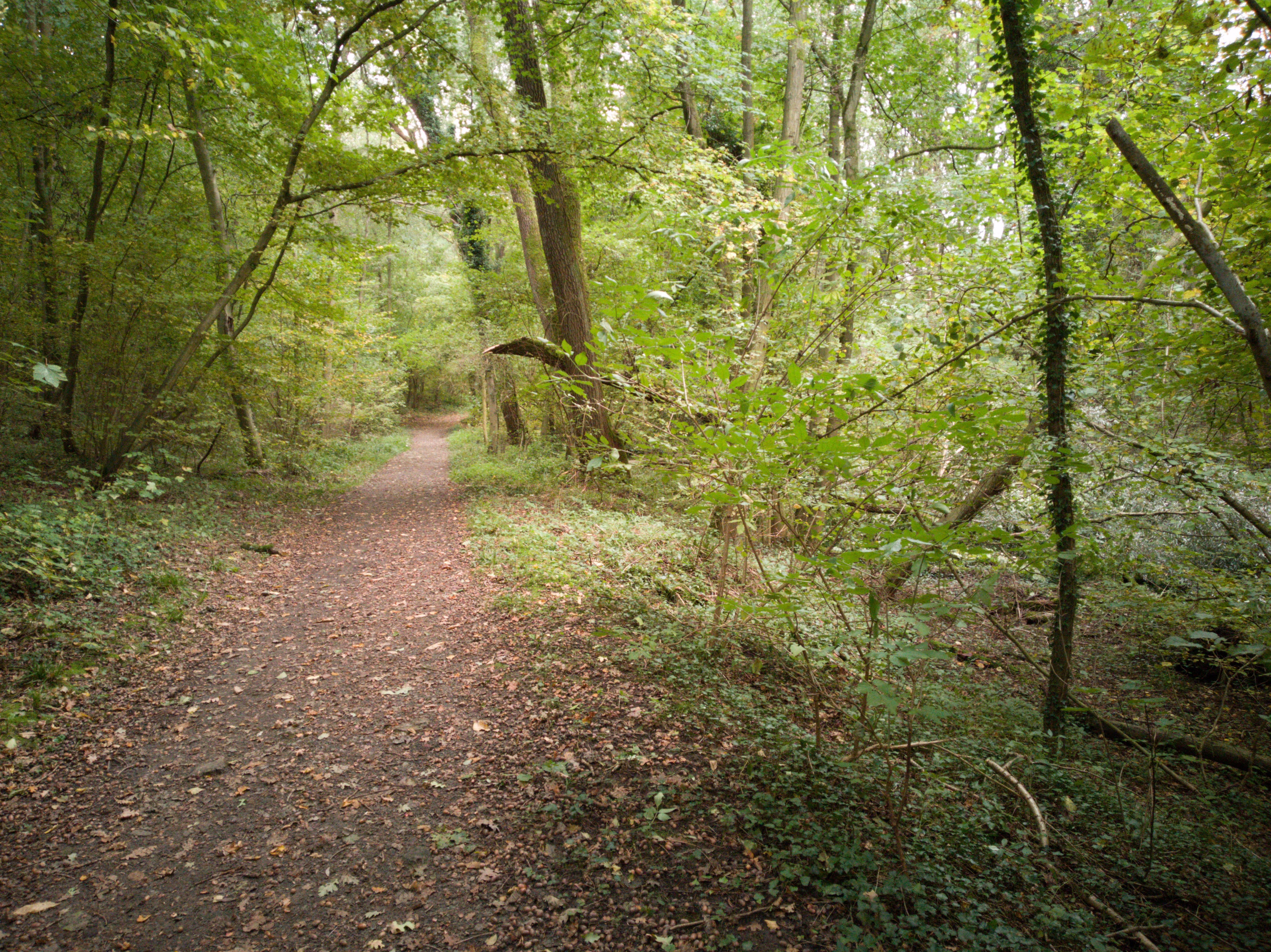
Un chemin en octobre.
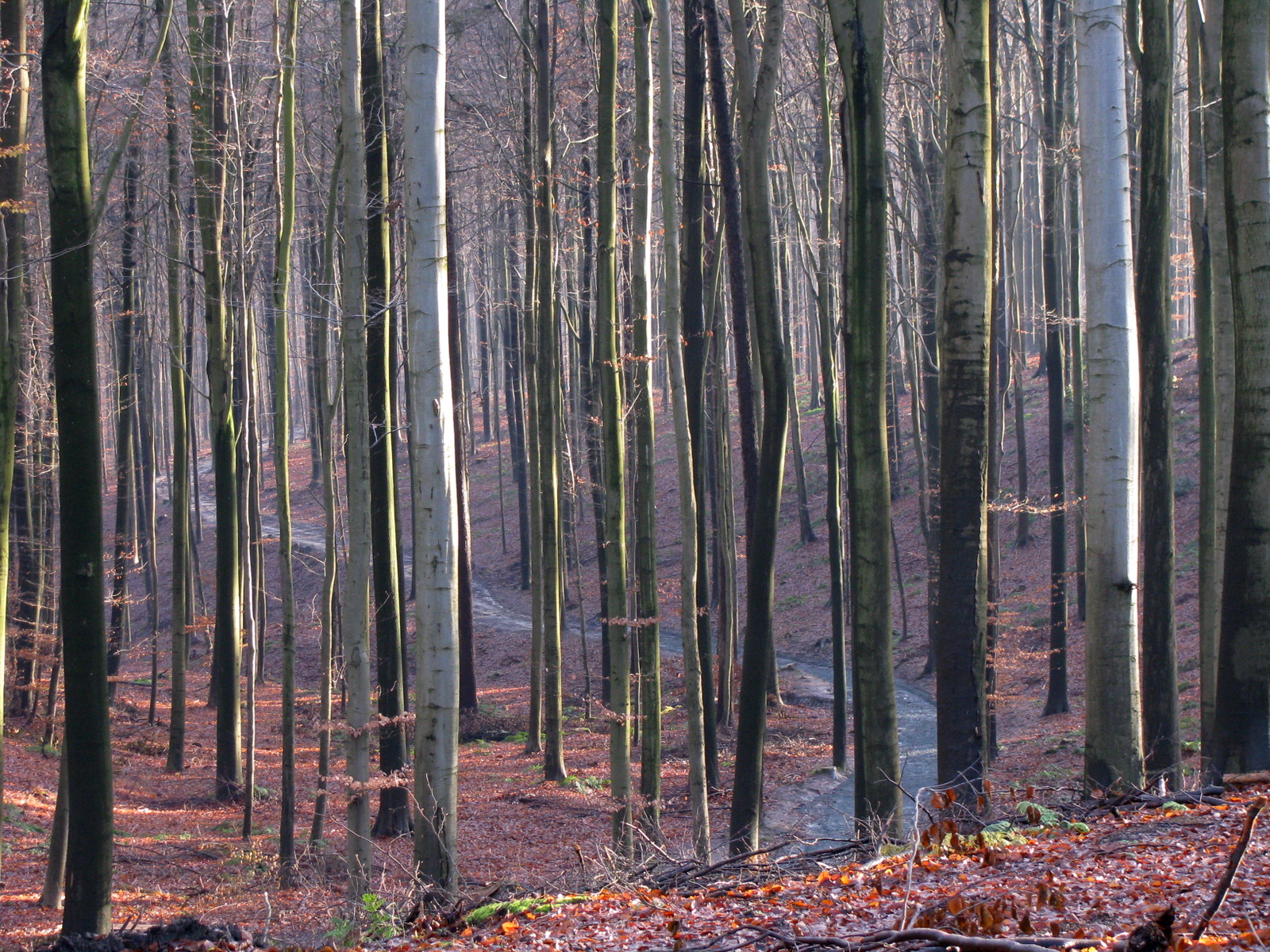
Un chemin en décembre.
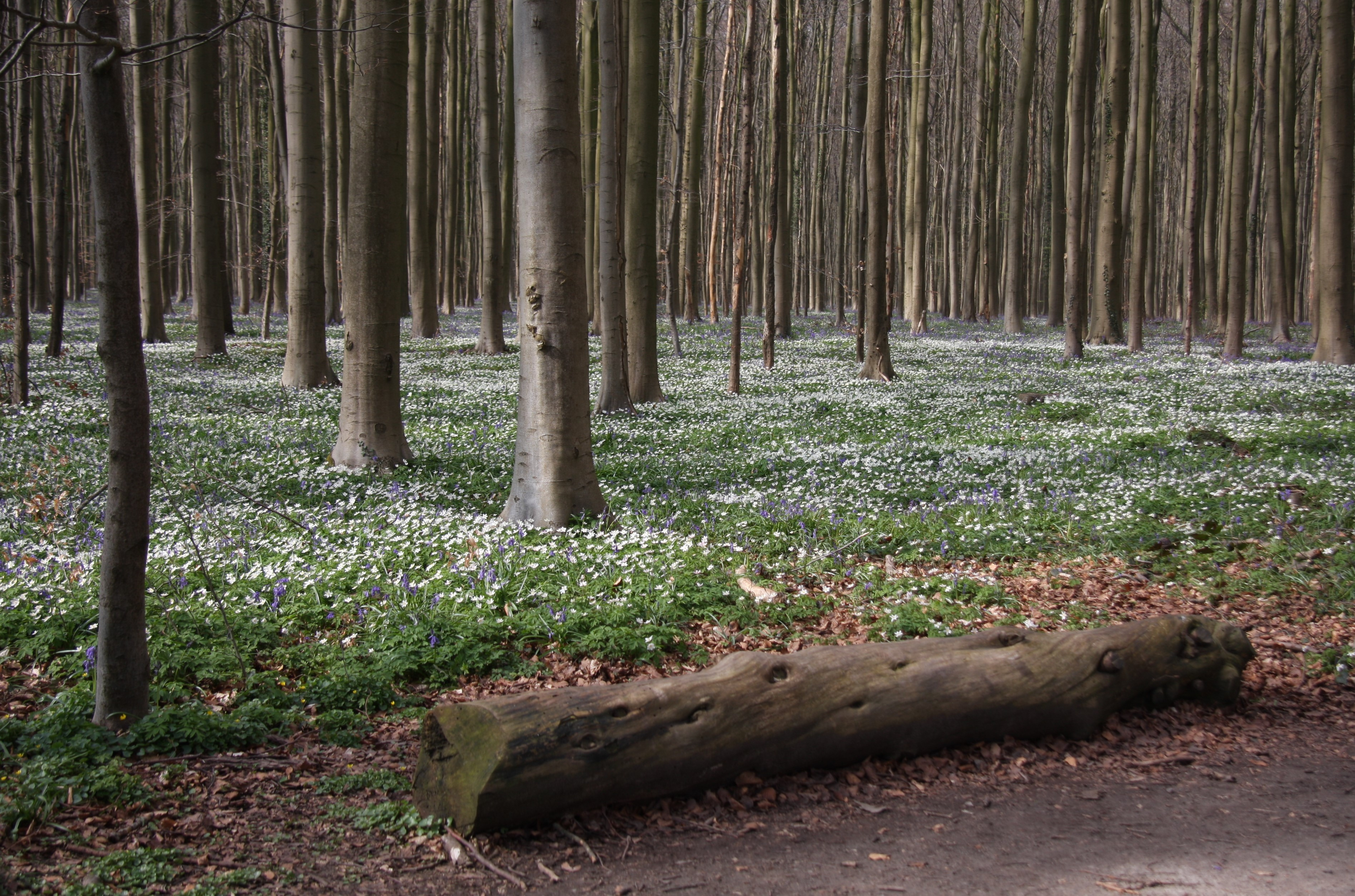
Anémones.
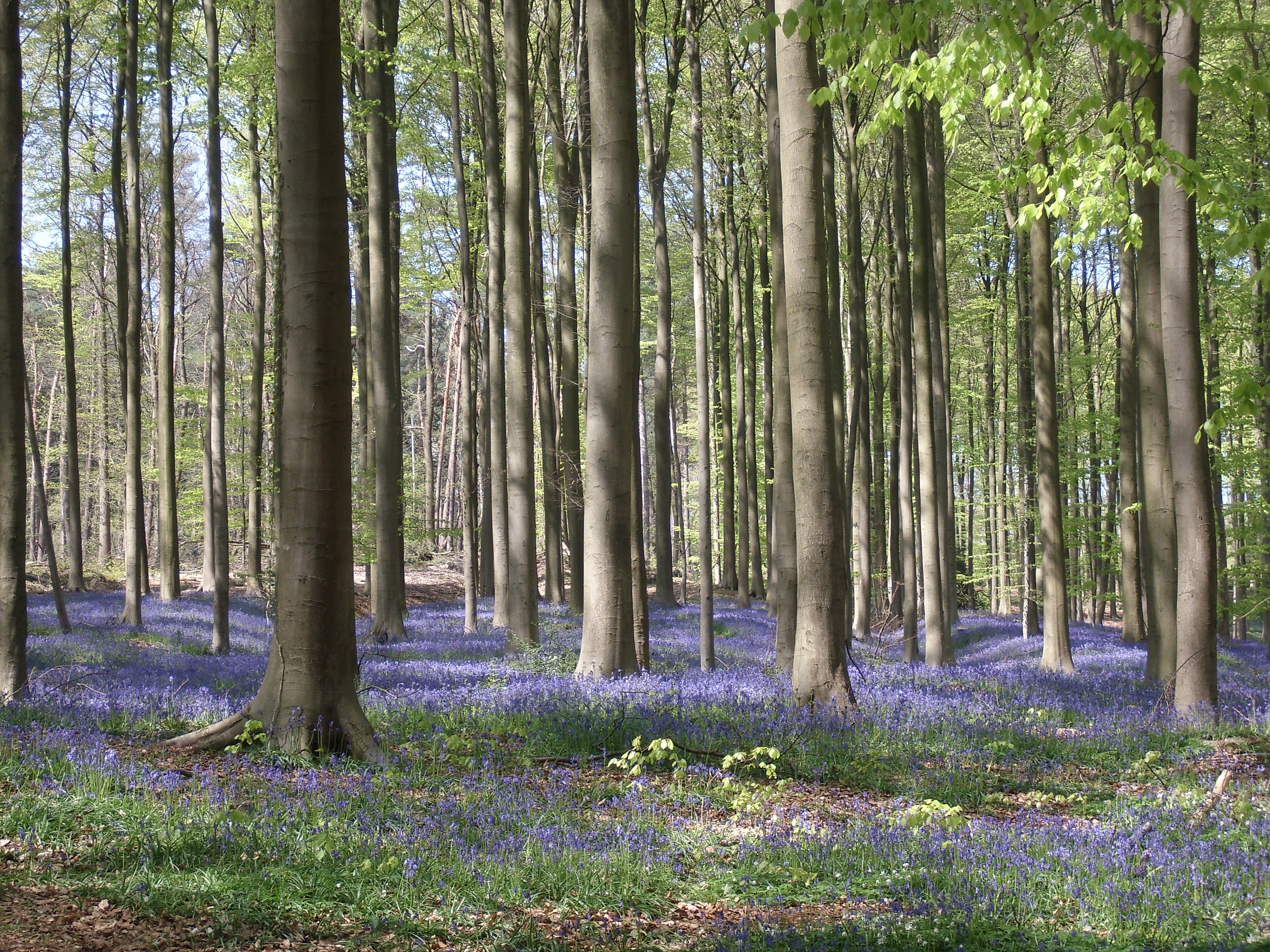
Jacinthes des bois.
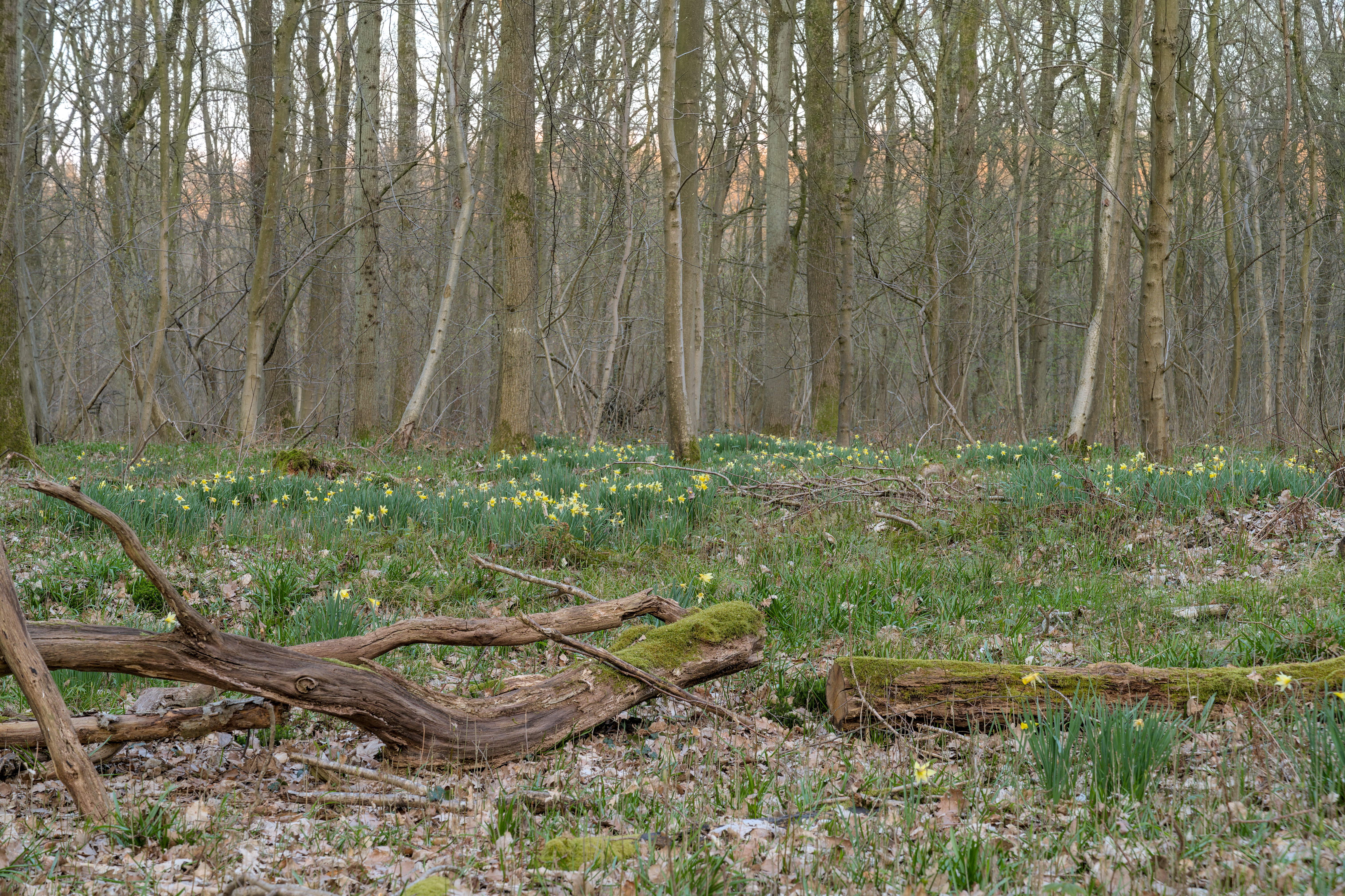
Narcisses jaunes.